# Gamal Ghitany
Gamal Ghitany ou Gamal Al Ghitani, (arabe : جمال الغيطاني), né le 9 mai 1945 dans un village de Haute-Égypte (Guhayna, près de Sohag) et mort le 18 octobre 2015 au Caire, est un écrivain égyptien. Il écrit des romans historiques et est l’un des animateurs du mouvement culturel et littéraire égyptien contemporain. 

## Biographie
Gamal Ghitany est un autodidacte qui a pratiqué divers métiers (dessinateur de tapis notamment) en même temps que naît sa vocation littéraire. Encouragé par l'écrivain Naguib Mahfouz, il publie dès l'âge de 17 ans ses premières nouvelles dans les revues littéraires égyptiennes et libanaises. Il est incarcéré d’octobre 1966 à mars 1967 pour ses critiques contre Gamal Abdel Nasser. La publication de son premier recueil de nouvelles en 1969 lui vaut d'être recruté au quotidien Akhbar el-Yom, où il devient bientôt reporter de guerre. Hostile comme beaucoup d'intellectuels égyptiens à la « politique d'ouverture » initiée par Anouar el-Sadate, il est interdit de publication pendant près de dix ans. Réintégré dans son journal, il y tient la page littéraire puis lance en 1993 l'hebdomadaire Akhbar Al-Adab (Nouvelles littéraires), qui devient rapidement l'une des principales revues littéraires du monde arabe. 
Gamal Ghitany est surtout l'auteur d'une œuvre abondante qui explore, avec chaleur et humour, les méandres de l'âme égyptienne prise entre la richesse de son passé et les agressions de la modernité. Plusieurs œuvres marquantes sont à mettre à l’actif de Ghitany. Son premier roman Zayni Barakat, bien que situé dans l'Égypte mamelouke du début du XVIe siècle, est une dénonciation universelle de l'oppression et de la tyrannie. Le Livre des Illuminations, chef-d'œuvre où il recourt à la mystique pour décortiquer un événement personnel tragique, la mort de son père, alors que lui-même se trouve absent pour cause de voyage à l'étranger. Citons aussi d’autres romans tels que La mystérieuse affaire de l'impasse Zaafarâni, Pyramides ou Épître des destinées. Le point commun de toutes ces œuvres est qu’elles sollicitent toutes, à un degré ou à un autre, le patrimoine narratif arabe.

## Œuvres
- Awrâq shâbb 'âsh mundhu alf 'âm, 1969
- Zayni Barakat, Seuil, 1985
- La mystérieuse affaire de l'impasse Zaafarâni, Actes-Sud, 1997, traduit par Khaled Osman
- Khitat al-Ghîtânî (Les itinéraires de Ghitany), 1981
- Le Livre des Illuminations, Seuil, 2005, traduit par Khaled Osman
- Épître des destinées, Seuil, 1993
- Les Délires de la ville, Actes-Sud, 1999, traduit par Khaled Osman
- L'Appel du couchant, Seuil, 2000
- Pyramides, Actes-Sud, 2000, traduit par Khaled Osman
- Les Récits de l'institution, Seuil, 2001
- Au plus près de l'éternité, Seuil, 2007, traduit par Khaled Osman
- Les poussières de l'effacement, Seuil, 2008, traduit par Khaled Osman
- Muses et égéries, Seuil, 2011, traduit par Khaled Osman
- Sémaphores, Seuil, 2014
- Par-delà les fenêtres, Seuil, 2016, traduit par Emmanuel Varlet

## Prix et distinctions en Égypte et en France
- En 1980, Ghitany reçoit le Prix national égyptien de littérature (encouragement).
- En 1987, il est fait chevalier de l’ordre des Arts et des Lettres par la France.
- En 1993, il reçoit le Prix de l'amitié franco-arabe pour Épître des destinées.
- En 2005, son roman Le Livre des Illuminations est couronné par le Prix Laure-Bataillon de la meilleure œuvre de fiction traduite dans l'année (décerné conjointement à l'auteur et au traducteur Khaled Osman par la Maison des écrivains étrangers et des traducteurs) ; la traduction a par ailleurs été récompensée par le Prix Amédée-Pichot (décerné par le Collège international des traducteurs littéraires).
- En 2007, Ghitany reçoit le Prix national égyptien de littérature (hommage).
- En 2009, son roman Les Poussières de l'effacement est couronné par le Prix du Roman arabe décerné par le Conseil des ambassadeurs arabes en France en partenariat avec l'Institut du monde arabe.